# Сан Лијандро (Калифорнија)
Сан Лијандро (енгл. San Leandro) град је у америчкој савезној држави Калифорнија. По попису становништва из 2010. у њему је живело 84.950 становника.

## Демографија
Према попису становништва из 2010. у граду је живело 84.950 становника, што је 5.498 (6,9%) становника више него 2000. године.
| Група             | 2000.          | 2010.          |
| Белци             | 33.646 (42,3%) | 23.006 (27,1%) |
| Афроамериканци    | 7.849 (9,9%)   | 10.437 (12,3%) |
| Азијати           | 18.242 (23,0%) | 25.206 (29,7%) |
| Хиспаноамериканци | 15.939 (20,1%) | 23.237 (27,4%) |
| Укупно            | 79.452         | 84.950         |

## Партнерски градови
- Naga
- Рибеирао Прето